# IC Markets
 (août 2021).
IC Markets est une société australienne de courtage en bourse. IC Markets est spécialisé dans le domaine des contrats de différence (CFD) sur les marchés de Forex, des indices, des matières premières, des valeurs mobilières et sur les marchés boursiers en Asie, en Amérique latine, au Moyen-Orient, en Australie et en Europe,. L’établissement principal de la société est à Sydney, Australie.

## Histoire
La société IC Markets a été établie en 2007 par Andrew Budzinski.
En 2009, IC Markets a obtenu une licence de la Commission australienne des valeurs mobilières et des investissements sous numéro 335692.
En 2015, IC Markets a annoncé qu'il couvrirait le solde négatif à la suite de la chute brutale du franc suisse le 15 janvier 2015.
En 2017, IC Markets a introduit quatre crypto-monnaies dans sa gamme de devises.
En octobre 2018, la société a annoncé avoir obtenu une licence cypriote.
Nick Tweedall a été nommé P.D.G. en décembre 2019,.

## Opérations
IC Markets est réglementé par la CySEC de l'UE, par l'Autorité des Services Financiers des Seychelles et par la Commission australienne des valeurs mobilières et des investissements en Australie,.
IC Markets propose MetaTrader 4 et 5, Ctrader et prend en charge les outils fonctionnant sur le Web, par l’ordinateur et par des dispositifs mobiles.
IC Markets propose des CFD sur Bitcoin, Bitcoin Cash, Ethereum, Dash, Litecoin, Ripple, EOS, Emercoin, Namecoin et PeerCoin,.
IC Markets couvre les indices boursiers suivants: S&P 500, indice Dow Jones pour les actions industrielles, FTSE et Australien S&P 200,.
IC Markets propose des CFD sur les matières premières suivantes : métaux précieux, matières premières agricoles et ressources énergétiques, y compris le pétrole brut WTI, le Brent et le gaz naturel,.